# Новиков, Борис Ильич
Борис Ильич Новиков (19 ноября 1909, Москва, Российская империя — 29 августа 1989, Москва, СССР) — советский теннисист, шестикратный чемпион СССР в одиночном разряде (1935—1939, 1948), 17-кратный чемпион Москвы (в разных разрядах), заслуженный мастер спорта СССР (1938), заслуженный тренер РСФСР (1963).

## Биография
Борис Новиков родился 19 ноября 1909 года в Москве. Его отец — Илья Васильевич Новиков (1880—1945) — был одним из первых производителей теннисных ракеток в России. Он же приобщил к теннису Бориса, который начинал играть в 1923 году на кортах общества «Динамо», расположенных на улице Петровка, 26.
Новиков семь раз выступал в финалах чемпионата СССР по теннису, проиграв лишь однажды и, таким образом, став шестикратным чемпионом СССР (1935—1939, 1948). Кроме этого, вместе с Петром Чистовым он один раз выступал в финале чемпионата СССР в парном разряде.
Семь раз (в 1935—1939, 1943 и 1948 годах) Борис Новиков возглавлял список сильнейших теннисистов СССР. В 1938 году ему было присвоено звание заслуженного мастера спорта СССР. Постановлением ЦИК СССР от 22 июля 1937 года он был награждён орденом «Знак Почёта».
Новиков был тренером многих известных советских теннисистов, в том числе Вячеслава Егорова, Маргариты Емельяновой, Николая Озерова, Ларисы Преображенской и Надежды Славинской-Белоненко.
Борис Новиков скончался 29 августа 1989 года в Москве. Похоронен на Введенском кладбище (участок № 27).
В 2005 году включён в Зал российской теннисной славы.

## Выступления на турнирах

### Финалы чемпионата СССР

#### Одиночный разряд: 7 финалов (6 побед — 1 поражение)
| Результат | №  | Год  | Турнир         | Соперник           | Счёт                    |
| Победа    | 1. | 1935 | Чемпионат СССР | Эдуард Негребецкий | 6-2, 6-3, 5-7, 6-2      |
| Победа    | 2. | 1936 | Чемпионат СССР | Евгений Кудрявцев  | 6-2, 6-3, 6-1           |
| Победа    | 3. | 1937 | Чемпионат СССР | Эдуард Негребецкий | 6-1, 6-3, 0-6, 4-6, 6-0 |
| Победа    | 4. | 1938 | Чемпионат СССР | Эдуард Негребецкий | 6-3, 8-6, 6-1           |
| Победа    | 5. | 1939 | Чемпионат СССР | Эдуард Негребецкий | 6-8, 6-1, 3-6, 6-3, 6-3 |
| Поражение | 1. | 1940 | Чемпионат СССР | Юзеф Гебда         | 2-6, 2-6, 1-6           |
| Победа    | 6. | 1948 | Чемпионат СССР | Зденек Зикмунд     | 4-6, 6-2, 1-6, 6-4, 6-1 |

#### Парный разряд: 1 финал (1 поражение)
| Результат | №  | Год  | Турнир         | Партнёр     | Соперники                            | Счёт                |
| Поражение | 1. | 1937 | Чемпионат СССР | Пётр Чистов | Евгений Кудрявцев Эдуард Негребецкий | 8-10, 0-6, 6-4, 4-6 |